# Пушица
Пушица (Eriophorum) са род многогодишни тревисти, туфести растения от семейство острицови (Cyperaceae).

## Описание
Имат пълзящи коренища. Стъблата им са цилиндрични или тристенни. Листата им са със или без листни петури; обхващат стъблото с влагалищата си. Цветовете са двуполови. Околоцветните власинки са дълги, гъсти, копринести, след прецъфтяване образуват пухкава бяла топка, на вид подобна на памук. Плодът е тристенно орехче.
Общо се срещат ок. 25 вида, от които в България – едва четири.